# Huélamo
Huélamo – gmina w Hiszpanii, w prowincji Cuenca, w Kastylii-La Mancha, o powierzchni 78,84 km². W 2011 roku gmina liczyła 141 mieszkańców.